# Alina Berchakova
Alina Sergueïevna Berchakova (en russe : Алина Сергеевна Бершакова) est une joueuse de volley-ball russe née le 12 septembre 1987. Elle mesure 1,90 m et joue au poste de réceptionneuse-attaquante.

## Clubs
| Club                 | De        | À         |
| -------------------- | --------- | --------- |
| Universitet Belgorod | 2001-2002 | 2006-2007 |
| VK Obninsk           | 2007-2008 | 2007-2008 |
| Universitet Belgorod | 2008-2009 | 2008-2009 |
| Avtodor-Metar        | 2009-2010 | 2009-2010 |
| Oufimotchka Oufa     | 2010-2011 | 2013-2014 |
| Primorotchka         | 2014-2015 | 2014-2015 |
| PSK Sakhaline        | 2015-2016 | …         |

## Palmarès
- Coupe de Russie
  - Vainqueur : 2008.